# Steinhöfelschule
Die Steinhöfelschule ist eine private, staatlich anerkannte berufsbildende Schule in Mainz und Heidesheim am Rhein. Fachlicher Schwerpunkt ist Wirtschaft.

## Geschichte

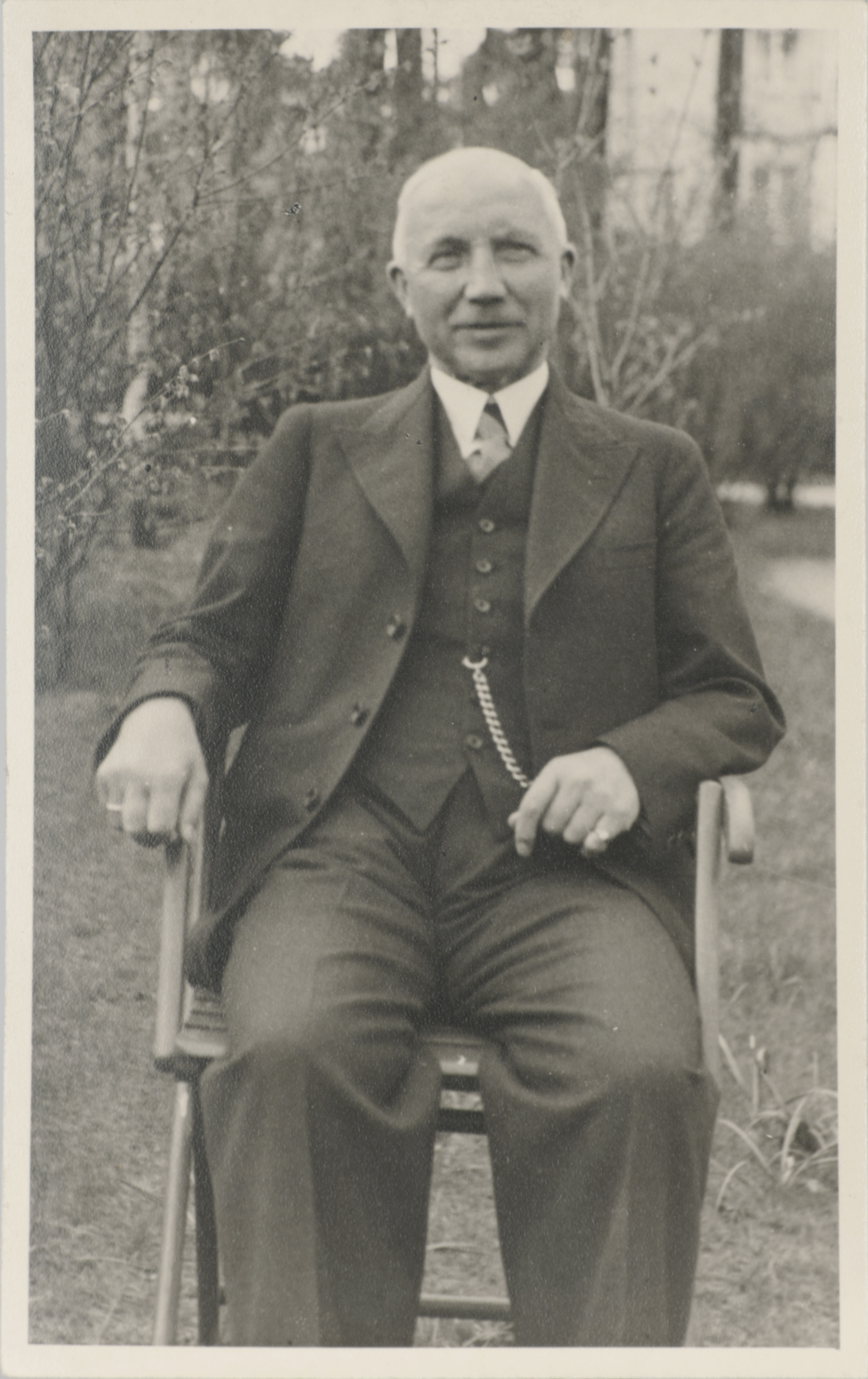
Schulgründer Carl Friedrich Steinhöfel

Carl Friedrich Steinhöfel gründete gemeinsam mit seinem Lehrmeister August Rackow 1883 in Hamburg eine private Handelsschule. Von Hamburg aus eröffnete Steinhöfel 1895 „Steinhöfels Handelsschule“ in Frankfurt. 1924 stieg sein Sohn Walther in das Unternehmen ein und führte dieses gemeinsam mit seinem Vater unter dem Namen „Private Handelsschule Dr. W. und C. Steinhöfel“.
Nachdem Walther Steinhöfel im Krieg gefallen und sein Vater kurz darauf verstorben war, übernahm Carl Friedrich Steinhöfels Tochter Käthe Scheller die Schule. In den Nachkriegswirren kämpfte sie darum, den Schulbetrieb aufrechtzuerhalten und das Familienerbe fortzuführen. Gemeinsam mit ihrem Mann Georg Scheller, später unter Mitarbeit der Tochter Edith Wessel und des Sohnes Gerd Scheller, verhalf sie der Schule zu wirtschaftlichem Aufschwung.
Während ihr Bruder Gerd Scheller die Leitung der Frankfurter Schule übernahm, gründete Edith Wessel 1951 in Mainz die „Private Handelsschule Dr. W. Steinhöfel“ mit Sitz am Marktplatz. Bereits im ersten Jahr zählte die Schule in Mainz über 100 Schüler. In den folgenden Jahren entwickelte Edith Wessel die Schule zu einer angesehenen Bildungseinrichtung.
1963 übergab Wessel die Schulleitung an Gerd Brück, den ersten Schulleiter, der kein Nachfahre Carl Steinhöfels war. Brück leitete die Schule über 30 Jahre bis 1995. Im selben Jahr erfolgte die Übernahme durch Lothar Fritsche, Joachim Veigel und Markus Kolb. Seit Sommer 1998 bietet die Schule einen neuen Bildungsgang, die Höhere Berufsfachschule mit Fachrichtung Wirtschaft, an. 2000 schied dann Markus Kolb aus, womit für die Steinhöfelschule eine neue Ära begann.
Die Ehepaare Fritsche und Veigel besetzten die zentralen Stellen: die Schulleitung übernahm Joachim Veigel und sein Stellvertreter wurde Lothar Fritsche. Tina Veigel führte das Schulbüro und Annelie Fritsche war für die Versorgung der Schüler zuständig. Unter der neuen Trägerschaft wurde die Modernisierung des denkmalgeschützten Gebäudes in der Rheinallee vorangetrieben. Auch virtuell wurde aufgerüstet: Seit 2001 betreibt die Steinhöfelschule ihre erste web-basierte Lernplattform, 2006 folgte die erste „Notebook-Klasse“.
Im Schuljahr 2007/2008 wurde die Berufsoberschule II als ein weiterer Bildungsgang an der Steinhöfelschule staatlich anerkannt.
2014 expandierte die Steinhöfelschule: Joachim Veigel und Tina Veigel übernahmen die von Albert Lax 1953 gegründete, staatlich anerkannte, private Handelsschule Dr. Lax in Bingen. Nach einem Jahr zog die Schule in das Gebäude der alten Mühlschule in Heidesheim am Rhein. Im August 2017 begann dort die erste staatlich genehmigte Klasse des Wirtschaftsgymnasiums der Steinhöfelschule.
Campus Heidesheim: ⊙
Im Juli 2018 verabschiedete sich der Schulträger und stellvertretender Schulleiter Lothar Fritsche in den Ruhestand. Seine Anteile übertrug er auf Tina Veigel. Gemeinsam führen Joachim Veigel und Tina Veigel seit 2018 die Schulen in Mainz und in Heidesheim.
Das Ehepaar arbeitet aktiv im Landesverband RLP und im Dachverband des Verbands deutscher Privatschulverbände e. V. (VDP) mit. Dort ist Tina Veigel seit November 2016 auch Mitglied des Bundesvorstandes. Joachim Veigel engagiert sich zusätzlich auch als Kassenwart im Verband der Lehrerinnen und Lehrer an Wirtschaftsschulen Landesverband Rheinland-Pfalz e. V.
Im Jahr 2019 wurde die Schule von Bitkom als „Smart School“ ausgezeichnet. Am 1. April 2020 feierte die Steinhöfelschule ihr 125-jähriges Jubiläum. Im Juni 2020 erhielt die Steinhöfelschule durch das Bildungsministerium Rheinland-Pfalz die Urkunde über die staatliche Anerkennung des 2017 eingeführten Bildungsgangs „Wirtschaftsgymnasium“.

## Schulgröße | Schulentwicklung
Zu Beginn der Partnerschaft Veigel-Fritsche im Jahr 1996 lag die Schülerzahl bei rund 120, seitdem hat sie sich kontinuierlich gesteigert. Im Schuljahr 2018/2019 besuchten rund 300 Schüler die Steinhöfelschule, diese wurden von 34 Lehrkräften unterrichtet. Ein positiver Einflussfaktor auf die Größe der Schule war die Eröffnung des zweiten Standortes in Heidesheim im Jahr 2015. Die meisten Schüler sind in Mainz, dem Landkreis Mainz-Bingen oder nahe gelegenen hessischen Gemeinden wohnhaft.
Seit dem Schuljahr 2017/2018 bietet die Steinhöfelschule folgende Bildungsgänge an:
- Berufsfachschule I
- Berufsfachschule II
- Höhere Berufsfachschule
- Duale Berufsoberschule (berufsbegleitend)
- Berufsoberschule II
- Wirtschaftsgymnasium

### Weitere Angebote
Die Steinhöfelschule war im Schuljahr 2018/2019 zertifiziertes TOEIC-Testcenter. Außerdem wurde die Schule 2016 von der Europäischen Union geförderten Erasmus+ Programm aufgenommen. Seitdem bietet die Steinhöfelschule ihren Schülern die Möglichkeit, Praktika im englischsprachigen Ausland zu absolvieren.
Die Schüler der Steinhöfelschule nehmen auch an dem von der IHK für Rheinhessen geförderten Projekt Startup@School teil.
Im Schuljahr 2018/2019 veranstaltete die Steinhöfelschule unter der Schirmherrschaft von Landrätin Dorothea Schäfer die „Bildungsliga“. Dabei hatten Schüler des Landkreises Mainz-Bingen sowie der Stadt Mainz die Gelegenheit per Smartphone-App im Wissensduell gegeneinander anzutreten und ihr Wissen unter Beweis zu stellen.

## Technische Ausstattung
An beiden Standorten setzt die Steinhöfelschule IT-Technologien im Klassenzimmer ein. Die Klassenräume werden regelmäßig, gemäß der technischen Standards, aufgerüstet. Im Schuljahr 2018/2019 wurden an der Steinhöfelschule sechs Notebook-Klassen unterrichtet. Die Schüler der Notebook-Klassen nehmen ihre, von der Schule zur Verfügung gestellten, Tablet-PCs nach dem Unterricht mit nach Hause. Für die anderen Schüler stehen mehrere Klassensätze Laptops zur Verfügung.

## Kooperationen
Die Steinhöfelschule hat IHK-Bildungspartnerschaften mit verschiedenen regionalen Unternehmen. Im Zentrum der Partnerschaften steht das Vermitteln von Praxiskenntnissen an die Schüler. Diese werden durch Besichtigungen der verschiedenen Unternehmensbereiche oder Workshops, beispielsweise zum Thema Bewerbungen, realisiert.